# Station Biesal
Station Biesal is een spoorwegstation in de Poolse plaats Biesal.